# Henry Clinton
Henry Clinton (Isola di Terranova, 16 aprile 1730 – Rocca di Gibilterra, 23 dicembre 1795) è stato un generale britannico.
Ufficiale esperto e prudente, prese parte alla guerra d'indipendenza americana divenendo nel maggio del 1778 comandante in capo del corpo di spedizione britannico impegnato in America per sottomettere le colonie ribelli.
Clinton dimostrò prudenza e capacità tattica raggiungendo importanti successi nelle colonie meridionali, ma mantenne pessimi rapporti con i suoi subordinati e con i dirigenti britannici in patria, non riuscendo ad evitare la pesante sconfitta di Yorktown; dopo la disfatta venne sostituito nel 1782 dal generale Guy Carleton. La condotta di Clinton durante la guerra d'America ha suscitato accese polemiche tra i protagonisti degli eventi e anche in sede di analisi storiografica.

## Biografia

### I primi anni
Henry Clinton nacque, probabilmente nel 1730, dall'ammiraglio George Clinton
e da sua moglie Anne Carle, figlia di un generale. I primi racconti narrano che l'anno della sua nascita fosse stato il 1738, data riportata anche da alcune biografie moderne, ma a far chiarezza sulla data di nascita del generale è stato lo storico William Willcox, che in una pubblicazione ritrovata nel 1958 ne ha stabilito la data di nascita al 1730, il 16 aprile. Willcox annota inoltre che in nessun registro inglese viene indicato il luogo di nascita di Clinton. Lo storico John Fredriksen disse che Clinton nacque a Terranova; ove suo padre fu presente dal 1732 al 1738.
Poco si sa dei primi anni di vita di Clinton, né di sua madre né delle sue sorelle che raggiunsero l'età adulta. Suo padre, pur discendente dai Conti di Lincoln, non risiedeva nella loro residenza né in quella del Duca di Newcastle col quale era imparentato per matrimonio. Nel 1741 suo padre, di stanza a Gibilterra dal 1739, divenne governatore della Provincia di New York grazie all'influenza di Thomas Pelham-Holles, I duca di Newcastle (suo cognato). Ad ogni modo, egli giunse a New York solo nel 1743 e portò il piccolo Henry con sé dopo che non era riuscito ad inserirlo come tenente data la sua età di appena 12 anni. La carriera di Henry beneficerà largamente delle connessioni familiari coi duchi di Newcastles.
Le notizie circa la vita della famiglia a New York sono frammentarie. Viene riportato che Henry studiò con Samuel Seabury a Long Island, suggerendo forse che la famiglia risiedesse precisamente nella periferia della città. La prima commissione militare di Clinton fu per una compagnia indipendente a New York nel 1745. L'anno successivo suo padre gli procurò una commissione come capitano e venne assegnato ad una guarnigione presso la recentemente catturata Fortezza di Louisbourg.  Nel 1749, Clinton si recò in Gran Bretagna per proseguire la sua carriera militare. In due anni egli ottenne il titolo definitivo di capitano nelle Coldstream Guards. Suo padre, tornato a Londra dopo il termine del suo mandato di governatore a New York, procurò a Henry la posizione di aiutante di sir John Ligonier nel 1756.

### La Guerra dei Sette anni
Dal 1758 Henry venne elevato al rango di tenente colonnello nel 1st Foot Guards, che divenne poi noto col nome di Grenadier Guards. Malgrado lo scoppio della Guerra dei Sette anni, Clinton non venne richiamato in campagna militare sino al 1760. In quell'anno egli venne inviato in Europa ove partecipò a delle azioni sotto il comando di Karl Wilhelm Ferdinand, duca di Brunswick a Corbach e Kloster Kampen. Venne seriamente ferito nella Battaglia di Freiberg, ove la sua galanteria nei confronti del nemico fece molta notizia all'epoca. Clinton si distinse come aiutante di campo del duca di Brunswick, col quale mantenne sempre una duratura amicizia. Nell'estate del 1762 venne promosso colonnello, ricevendo il comando del 12th Regiment of Foot nel 1766.

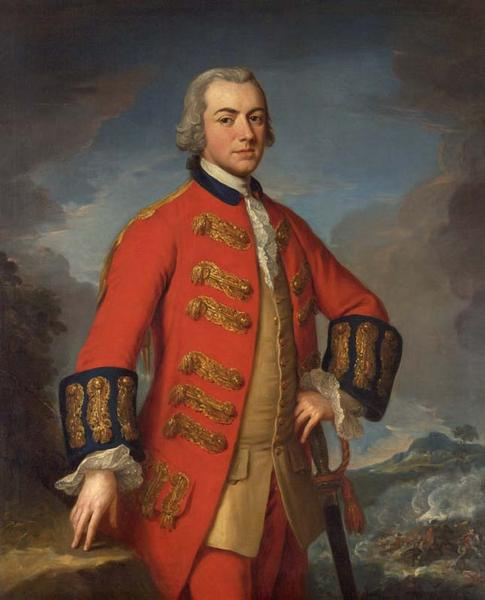
Il generale Henry Clinton in un ritratto di Andrea Soldi (1762–1765 circa)

Durante questi primi anni, egli riuscì a costruire un gran numero di utili amicizie sempre al campo del duca di Brunswick. Tra queste si ricordano i generali Charles Lee e William Alexander, che lo soprannominarono "Lord Stirling"; entrambi si scontreranno contro Clinton in Nord America, supportando i ribelli coloni nella guerra d'indipendenza degli Stati Uniti. Egli fu anche molto amico John Jervis, e William Phillips; Phillips servirà poi sotto Clinton in Nord America, mentre Jervis diventerà una personalità di spicco della Royal Navy. Egli ebbe rapporti anche con Charles Cornwallis.

### Il matrimonio e la famiglia
Mentre Clinton era in campagna militare con l'esercito nel 1761, suo padre morì. Come nuovo capo della casata, egli dovette condurre gli affari del padre, tra cui il saldo di numerosi debiti in arretrato coi pagamenti. Le battaglie che condusse col Board of Trade per il salario del padre non ancora pagatogli ed il tentativo di vendere le sue terre nelle colonie, terminarono in un nulla di fatto; queste terre vennero poi confiscate durante la Rivoluzione americana e gli eredi non ne ebbero mai alcun tipo di compensazione. Sua madre, che da tempo soffriva di disturbi mentali ed aveva preso poco parte alla sua vita, morì nell'agosto del 1767.
Il 12 febbraio 1767, Clinton aveva sposato Harriet Carter, figlia di un proprietario terriero, e la coppia si era stabilita nel Surrey. Il matrimonio, è evidente, venne fatto per necessità perché Harriet si trovava incinta e per questo sei mesi più tardi venne alla luce un figlio, Frederick, che però poi morirà di malattia nel 1774, due anni dopo sua madre. Anche se Clinton non lo scrisse mai, il matrimonio fu probabilmente felice. La coppia ebbe in totale cinque figli: Frederick, Augusta (1768), William Henry (1769), Henry Jr. (1771) e Harriet (1772). La moglie di Clinton morì il 29 agosto 1772, otto giorni dopo aver dato alla luce Harriet.

### Il patronato
Alla morte del duca di Newcastle, il suo patronato su Henry Clinton venne preso dal figlio successore Henry Pelham-Clinton. Clinton beneficiò di un secondo patronato nella sua carriera, quello del principe Guglielmo Enrico, duca di Gloucester e Edimburgo, fratello di re Giorgio III, dal quale venne nominato suo valletto di stanza nel 1764.

### Servizi in tempo di pace
Nel 1769 il reggimento di Clinton venne assegnato a Gibilterra e Clinton prestò servizio una seconda volta sotto il comando di Edward Cornwallis. Durante quel periodo, il duca di Newcastle gli chiese di ospitare uno dei suoi figli nella guarnigione. Il giovane, descritto dal padre come "indolente, pigro e di animo deprecabile", e Clinton convinse il duca a porlo in un'accademia francese.
Clinton venne promosso maggiore generale nel 1772, ed in quello stesso anno ottenne un seggio in parlamento sempre per l'influenza del duca di Newcastle. Egli rimarrà membro del parlamento sino al 1784, dapprima per Boroughbridge e poi per Newark-on-Trent. Nell'aprile del 1774 egli si recò con un tour di ispezione militare russo nei Balcani. Egli ispezionò diversi campi di battaglia della Guerra russo-turca con l'amico Henry Lloyd, generale presso l'esercito russo, ed ebbe un'udienza con l'imperatore Giuseppe II d'Asburgo-Lorena a Vienna. Sul punto di vedere un bombardamento dell'esercito austriaco, venne però richiamato in patria. Tornò ancora in Inghilterra nell'ottobre del 1774 e nel febbraio del 1775 ottenne l'ordine da re Giorgio III di preparare un servizio nel Nord America.

### La Guerra d'indipendenza americana

#### Boston
Clinton, assieme ai maggiori generali William Howe e John Burgoyne, venne inviato con rinforzi per potenziale le posizioni del generale Thomas Gage a Boston. Il gruppo giunse a destinazione il 25 maggio, apprendendo lungo il percorso che era iniziata in campo aperto la Guerra d'indipendenza americana, e che Boston si trovava sotto assedio. Gage, assieme a Clinton ed ai generali Howe e Burgoyne discusse dei piani per rompere l'assedio. Clinton era favorevole alla fortificazione delle aree rialzate attorno a Boston, e venne steso un piano per occupare quelle aree il 18 giugno. Ad ogni modo, i coloni seppero delle intenzioni del piano e fortificarono le alture della penisola di Charlestown nella notte tra il 16 ed il 17 giugno, forzando il comando britannico a ripensare alla propria strategia.

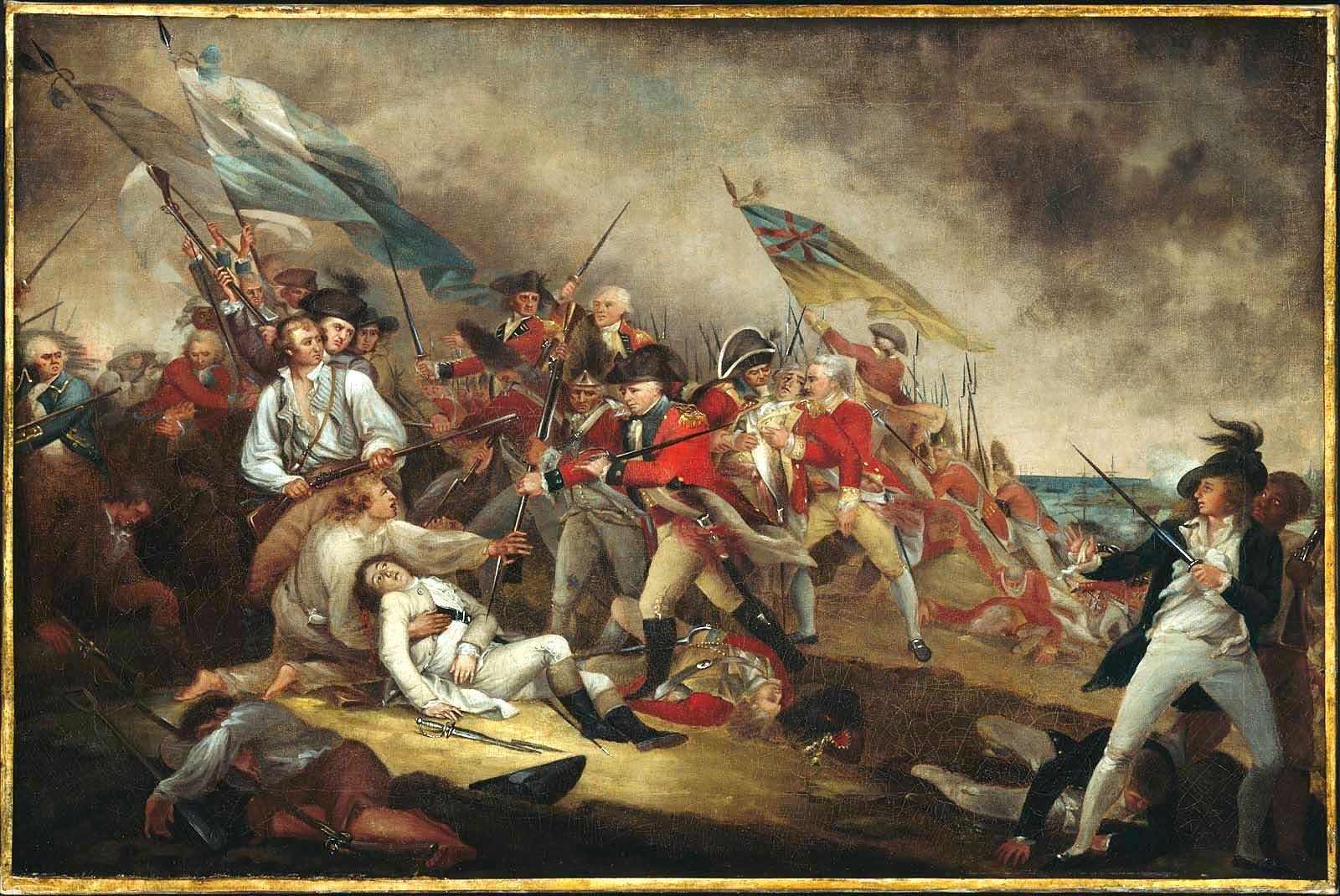
Dipinto di John Trumbull raffigurante La morte del generale Warren alla Battaglia di Bunker Hill. Clinton è al centro sullo sfondo nell'atto di innalzare la spada.

In un consiglio di guerra tenutosi il giorno 17 giugno, i generali svilupparono un nuovo piano per muovere un assalto diretto alle fortificazioni coloniali, e Gage diede a Howe il comando delle operazioni. Malgrado l'urgenza nel condurre le operazioni (i coloni continuavano a fortificare durante lo svolgimento del consiglio), l'attacco ebbe inizio solo nel pomeriggio. A Clinton venne assegnato il compito di provvedere forze di riserva ove richiesto a Howe. Dopo il fallimento di due assalti, Clinton, operò contro gli ordini del generale Gage, attraversando Charlestown per organizzare meglio le truppe scoraggiate e ferite nell'area. Al terzo assalto a Breed's Hill, la posizione venne presa. La battaglia venne vinta dai britannici che tuttavia subirono perdite molto elevate (circa 1000 tra morti e feriti). Clinton scrisse la famosa frase che la battaglia era stata "una vittoria pagata a caro prezzo; un altro successo di questo tipo ci rovinerebbe."
Per il resto del 1775 l'assedio continuò senza che nessuna delle due parti fosse in grado di sferrare un attacco risolutivo contro l'avversario. Dopo che Howe ebbe ottenuto il comando delle forze a seguito del richiamo del generale Gage nel settembre di quell'anno, i due iniziarono a stabilire una relazione di lavoro che iniziò bene, ma che si sarebbe ben presto guastata. Howe diede a Clinton il comando di Charlestown, ma Clinton trascorse gran parte del proprio tempo a Boston. Egli occupò la casa di John Hancock prendendo a servizio come cameriera Mary Baddeley, già sposata, ma alla quale il generale mostrò non poche avances inaugurando una relazione che perdurerà per il resto della loro vita, sebbene più a livello platonico che materiale. Clinton prese anche a servizio Thomas Baddeley come carpentiere,
Le prime rotture nel rapporto con Howe ebbero inizio in occasione della spedizione verso le colonie a sud, comando che venne assegnato a Clinton. Egli chiese a Howe degli ufficiali specifici per accompagnarlo, ma Howe rifiutò di accondiscendere a tutte le sue richieste. Nel gennaio del 1776, Clinton salpò a sud con una piccola flotta e 1.500 uomini verso la Carolina del Sud. Durante la sua assenza i suoi timori per la situazione a Boston si avverarono quando le Dorchester Heights vennero occupate e fortificate dai ribelli all'inizio di marzo di quell'anno, provocando quindi l'evacuazione di Boston e la ritirata dei britannici verso Halifax, in Nuova Scozia.

#### Campagne militari del 1776
La spedizione di Clinton in North Carolina si aspettava di incontrare una flotta proveniente dall'Europa con ulteriori truppe per le operazioni del febbraio 1776. Ritardate da problemi logistici e dal tempo atmosferico, queste forze, che includevano anche il general Charles Cornwallis come secondo in comando per Clinton e l'ammiraglio Sir Peter Parker non giunsero in North Carolina sino al maggio di quell'anno. Concludendo che la North Carolina non fosse una buona base per le operazioni, essi decisero di assaltare Charleston nella Carolina del Sud, le cui difese non erano ancora state terminate nella loro costruzione. Il loro assalto, lanciato alla fine di giugno, fu un fallimento completo. Le truppe di Clinton vennero sbarcate su di un'isola nei pressi di Sullivan's Island, dove i coloni ribelli avevano le loro principali difese, con l'aspettativa che il canale tra le due isole si trovasse al suo livello più basso. Così non era in realtà e l'attacco si ridusse ad un bombardamento navale. Il bombardamento a sua volta non fu di effetto perché i tronchi di palma usati per costruire il forte assorbirono le palle di cannone facendole rimbalzare indietro.

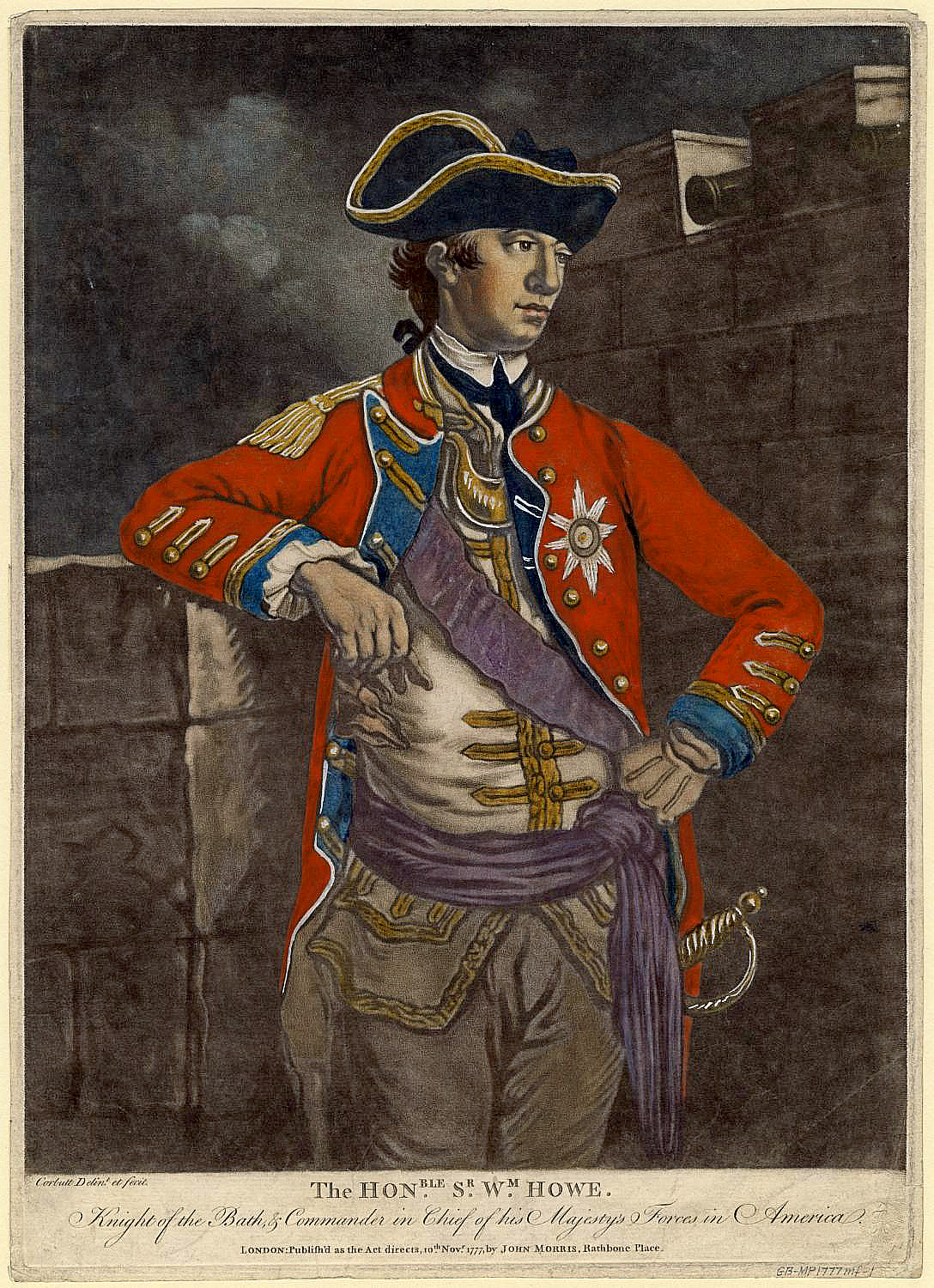
William Howe (in un mezzotinto del 1777) iniziò a contrastare Clinton durante la campagna del 1776.

Clinton e Parker ricongiunsero la flotta principale e presero parte all'assalto del generale Howe nell'agosto del 1776a New York. Clinton tempestò Howe di continue idee per l'assalto, al punto tale che il comandante in capo iniziò a risentirne. Howe ad ogni modo adottò il piano di Clinton per attaccare le posizioni di George Washington a Brooklyn. Il 27 agosto, nella Battaglia di Long Island, le forze britanniche guidate da Howe e Clinton, secondo il piano di quest'ultimo, riuscirono a fiancheggiare l posizioni americane, riportandole nelle fortificazioni sulle alture di Brooklyn. Ad ogni modo, Howe rifiutò le raccomandazioni di Clinton perdendo così l'occasione per schiacciare le forze americane. Howe preferì invece assediare le posizioni che gli americani abbandonarono senza perdite il 29 agosto. Il generale Howe venne ricompensato col titolo di cavaliere dell'Ordine del Bagno per i suoi successi.
Howe procedette quindi prendendo il controllo di New York City, sbarcando a Kip's Bay presso Manhattan, con a capo delle truppe Clinton ancora una volta. Anche se Clinton suggerì nuove mosse per tagliare la ritirata a Washington, Howe le rifiutò. Nell'ottobre di quell'anno Clinton guidò l'armata presso Westchester intenzionato a intrappolare Washington tra i fiumi Hudson e Bronx. Ad ogni modo, Washington raggiunse le White Plains prima di Clinton. Dopo un breve scontro nel quale Washington venne costretto a spostarsi più a nord, Howe si rivolse a sud consolidando il controllo di Manhattan. Da quel momento in poi le relazioni tra i due generali si ruppero definitivamente.
Nel novembre di quell'anno Howe ordinò a Clinton di iniziare a preparare una spedizione per occupare Newport, desideroso di porvi un porto sicuro per la Royal Navy. Quando Howe inviò il generale Cornwallis nel New Jersey contro Washington, Clinton propose che, piuttosto che prendere Newport, le sue forze sarebbero meglio sbarcate nel New Jersey di modo da avvolgere l'armata di Washington. Howe rifiutò nuovamente questo consiglio, e Clinton salpò per Newport all'inizio di dicembre, occupandola con un'opposizione minima.

#### Campagne del 1777
Nel gennaio del 1777 Clinton ottenne di ritornare in Inghilterra. Pianificando le operazioni militari per il 1777 egli preparò due campagne, una contro Filadelfia e una seconda che avrebbe compreso la discesa da Montréal attraverso il Lago Champlain per giungere ad Albany, separando le colonie del New England. Dal momento che il generale Howe si era occupato del comando della Campagna di Filadelfia, Clinton si contese il comando della campagna a nord con Burgoyne. Howe lo supportò nei suoi sforzi, ma Burgoyne convinse re Giorgio III e Lord Germain a concedergli il comando. Il re rifiutò le dimissioni di Clinton e gli ordinò di tornare a New York e prestare nuovamente servizio come secondo in comando di Howe. L'11 aprile di quell'anno ricevette l'investitura a cavaliere dell'Ordine del Bagno e salpò alla volta di New York il 29 aprile successivo.
Quando Clinton giunse a New York nel luglio del 1777, Howe non era ancora salpato per Philadelphia. Clinton rimase sorpreso dalla situazione che trovò e si premurò di informare Howe che le forze con cui stava partendo (7.000 uomini di cui gran parte stranieri) erano inadeguate per portare a termine felicemente l'operazione. Egli informò anche Howe dei difetti che aveva ravvisato nel suo piano d'azione che avrebbe finito per isolare Burgoyne da qualsiasi possibilità di supporto sia da Howe che da Clinton. Egli, presagendo le mosse di Washington, scrisse "Temo che peserà molto su Burgoyne... Se questa campagna non porrà fine alla guerra, io profetizzo che sarà la fine dei domini britannici in America."
L'offensiva di Burgoyne nella valle dell'Hudson si concluse con un disastro; Burgoyne venne fermato a Saratoga e si arrese poco dopo. Clinton tentò, con le sue forze limitate, di prestare aiuto a Burgoyne e all'inizio di ottobre, riuscì ad occupare i Forti Clinton e Montgomery sulle colline presso il fiume Hudson; quindi inviò delle truppe a risalire il fiume verso Albany. Queste operazioni erano però ormai tardive e non poterono impedire in alcun modo che il corpo di spedizione di Burgoyne fosse accerchiato e costretto alla resa a Saratoga. La campagna del generale Howe per Philadelphia era stato invece un successo; la capitale dei ribelli era stata occupata ed era stato respinto un contrattacco di Washington nella battaglia di Germantown.

#### Comandante in Capo
Il generale Howe inviò le sue dimissioni da Comandante in Capo per il Nord America dopo le campagne del 1777 e Clinton era tra la lista dei possibili suoi successori. Malgrado non godesse della fiducia del primo ministro North, per le sue critiche e le continue richieste di dimissioni, Clinton venne formalmente nominato a quel posto il 4 febbraio 1778. Clinton assunse il comando a Philadelphia nel maggio del 1778. La Francia era a quel tempo entrata in guerra al fianco degli americani. Clinton ebbe come conseguenza l'ordine di ritirarsi da Philadelphia e di inviare 5.000 uomini nei Caraibi, area coloniale economicamente molto importante per l'Inghilterra. Per il resto della guerra, Clinton ricevette alcuni rinforzi come conseguenza della globalizzazione del conflitto. I suoi ordini furono di rafforzare l'area del Nord America e di mantenerla fermamente sotto il controllo inglese, e di non fare nulla più se non spedizioni per verificare le posizioni del nemico.
Agendo ancora una volta contro le disposizioni ufficiali, Clinton decise di spostare il suo esercito a New York via terra anziché via mare. Egli concluse così una significativa marcia verso New York, scontrandosi con l'esercito di Washington a Monmouth Court House il 28 giugno. Clinton bruciò definitivamente la sua reputazione in patria stendendo un rapporto sui movimenti svolti che esagerava enormemente la grandezza dell'armata di Washington, minimizzando sull'altro fronte le perdite inglesi a Monmouth. Giunto a New York, Clinton e l'ammiraglio Howe dovettero scontrarsi con lo spettro di una flotta francese al di fuori del porto. Fortunatamente l'ammiraglio d'Estaing decise anziché di entrare nel porto, di salpare alla volta di Newport. Una volta che Clinton seppe della destinazione del nemico, egli decise di spostare le truppe a rinforzare le guarnigioni di Newport garrison mentre Lord Howe salpò per scontrarsi con d'Estaing. Entrambe le flotte vennero colpite da una tempesta ed il tentativo americano a Newport fallì prima che Clinton arrivasse. Clinton inviò delle forze di supporto al raid delle comunità vicine, mentre tornò a New York per organizzare le truppe che dovevano essere inviate a sud. Il distaccamento per rafforzare la Florida venne inviato invece in Georgia. Questa forza prese Savannah nel dicembre del 1778 e nel gennaio del 1779 conquistò per breve tempo Augusta. Egli inoltre predispose delle truppe per il servizio nelle Indie occidentali cercando di catturare l'isola di Saint Lucia; la spedizione ebbe successo e costrinse i francesi dell'area ad arrendersi.
Durante quel tempo a Philadelphia e New York nel 1778 Clinton riuscì a stabilire relazioni armoniche con William Eden, membro della Commissione di pace di Carlisle. Questa commissione, guidata nominalmente dal conte di Carlisle era stata inviata nel vano tentativo di riconciliare i ribelli del Congresso. Malgrado il fallimento dell'operazione, Eden e Clinton continuarono il loro positivo rapporto di collaborazione.

#### La politica

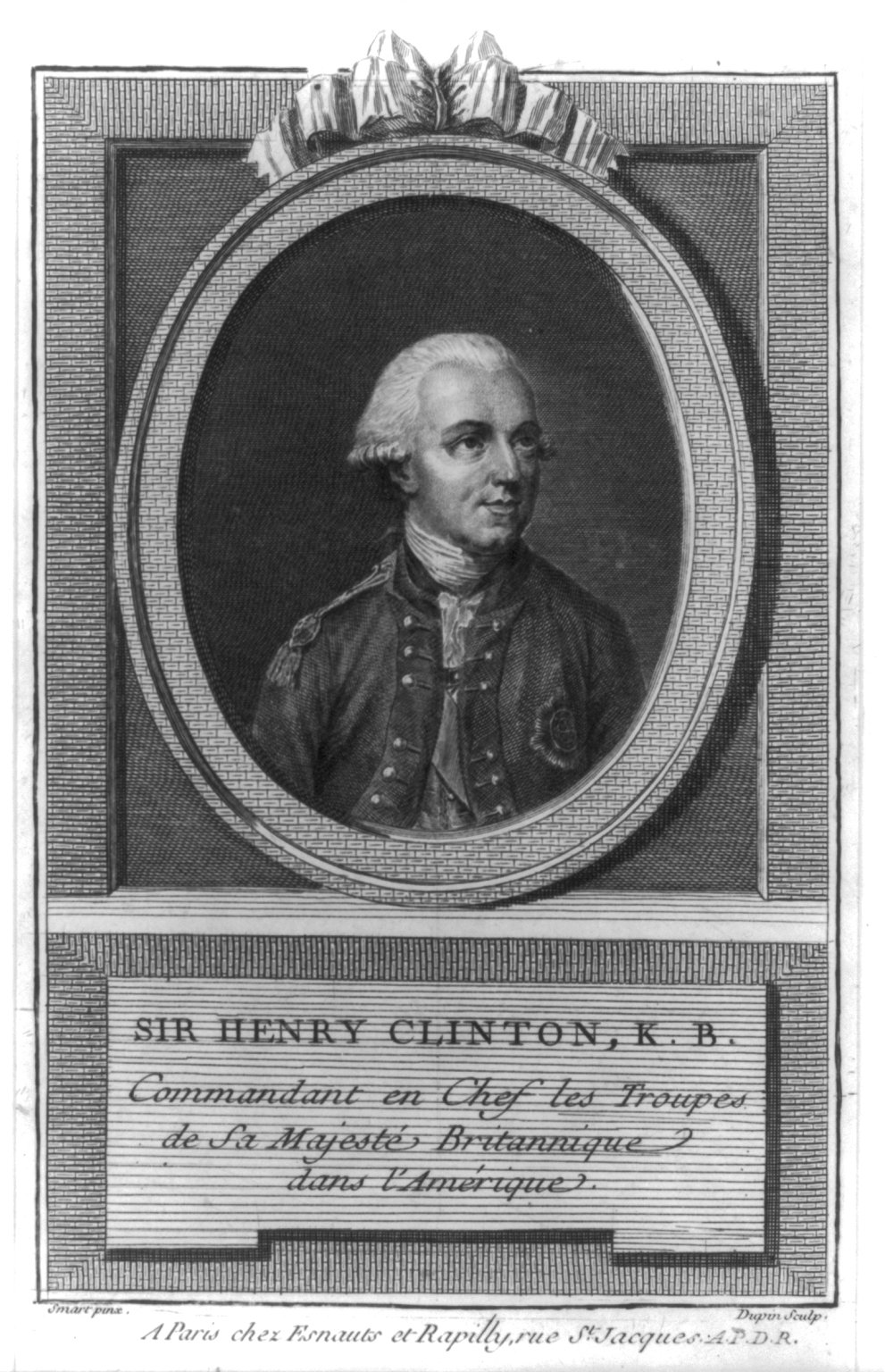
Il generale sir Henry Clinton, comandante in capo delle truppe britanniche in America. Stampa pubblicata tra il 1770 ed il 1780.

Con la chiusura della stagione bellica del 1778, Clinton considerò le nuove opzioni per il 1779. Pur sentendo che gli inglesi avrebbero tratto giovamento dal ritirare le truppe al confine, l'opinione popolare in madrepatria, così come il re e lord Germain, dettarono ordini in senso inverso. Lord Germain disse che le spedizioni dovevano essere condotte "con spirito e umanità" per distruggere il commercio americano con continui raid nell'area; questa strategia era proprio ciò che Clinton non voleva. Militarmente, Clinton non rimase comunque con le mani in mano ed ordinò due spedizioni di raid contro Washington, una contro il Connecticut e l'altra contro la baia di Chesapeake,.
Già nel 1779 Clinton aveva inviato il suo aiutante fidato, il tenente Duncan Drummond, in Inghilterra d modo da accertarsi che le richieste di Clinton venissero prese in considerazione. Drummond riportò però solo notizie negative: malgrado l'intervento ancora una volta del duca di Newcastle, il re si rifiutò persino di considerare le dimissioni di Clinton, dicendo di lui che era "l'unico uomo in grado di salvare l'America". William Eden intercedette nel tentativo di migliorare la situazione di Clinton, ma le divisioni politiche nel governo e la prospettiva dell'entrata in guerra della Spagna fece sì che Clinton ottenesse ben poco di quanto richiesto. Clinton si lamentò più volte anche del mancato supporto della marina dell'ammiraglio James Gambier, col quale aveva già avuto difficili relazioni di lavoro. Egli inviò quindi a Londra una lista di ammiragli che aveva pensato avrebbero potuto lavorare facilmente con lui; nessuno di questi venne prescelto e Gambier venne rimpiazzato temporaneamente da George Collier prima dell'arrivo definitivo di Mariot Arbuthnot.
Dopo il raid di Chesapeake, Clinton aveva allontanato gli americani da un punto chiave per l'attraversamento del fiume Hudson, Stony Point. Clinton aveva sperato che, con l'attesa di rinforzi dall'Europa, avrebbe potuto quindi attaccare l'esercito di Washington forzandolo a ritirarsi verso le aree montuose ben difese. Ad ogni modo, i rinforzi, incluso l'ammiraglio Arbuthnot, tardarono ad arrivare e Stony Point venne ripresa dagli americani dopo che Clinton aveva indebolito le difese del punto per i raid del Connecticut. Gli americani scelsero di non fortificare Stony Point e per questo poco dopo Clinton lo rioccupò. Ad ogni modo, gli oppositorio di Clinton sfruttarono il successo americano per criticarlo, definendolo "indeterminato" e "flebile". Un'azione simile contro un avamposto britannico nel New Jersey gli fornì nuove munizioni ed innalzò il morale britannico. Altre azioni da New York vennero rese impossibili dalla necessità di uno squadrone navale per difendere l'avamposto britannico di Penobscot Bay.
Il 30 giugno 1779 Clinton proclamò quella che era conosciuta come Proclamazione di Philipsburg (dal momento che il quartier generale di Clinton era presso Philipsburg Manor House a Westchester). Questa proclamazione istituzionalizzò l'offerta di libertà a tutti gli schiavi da parte del governo britannico seguendo l'esempio di quanto fatto da una proclamazione simile fatta dal governatore della Virginia, Lord Dunmore nel 1775. Egli giustificò quest'azione col fatto che il Continental Army stava ricercando attivamente soldati tra gli afro-americani. La proclamazione portò molti schiavi ad abbracciare la causa inglese contro gli americani.

#### La strategia a sud
Le relazioni di Clinton con Arbuthnot iniziarono nel peggiore dei modi. Notizie di una flotta francese che si stava avvicinando ai porti del nord (Halifax, Newport o New York) pose i capi dell'esercito britannico su diversi fronti e convinse inequivocabilmente tutti a convenire nell'indebolimento delle posizioni di Newport col proposito di rafforzare la guarnigione di New York (indebolita da una pestilenza scoppiata). Ad ogni modo, i francesi invece assediarono Savannah con l'assistenza degli americani, e fallirono disastrosamente nel tentativo. Questo convinse Clinton che una spedizione verso la South Carolina fosse la cosa giusta da fare; i lealisti supportarono fortemente le sue idee.
Clinton iniziò a raggruppare delle forze per prendere Charleston, ritirando truppe da Newport per questo proposito. Clinton prese personalmente il comando di questa campagna, e il corpo di spedizione di 14.000 uomini salpò da New York sul finire di quell'anno. Dal 1780 Clinton aveva posto sotto assedio Charleston. Nel maggio successivo, lavorando con l'ammiraglio Arbuthnot, egli costrinse alla resa le truppe americane del generale Benjamin Lincoln rimaste bloccate dentro Charleston. Fu la più pesante sconfitta subita dagli americani durante la guerra d'indipendenza: quasi 6.000 soldati, tra cui la maggior parte dei reggimenti dell'Esercito continentale reclutati in Virginia, Carolina del Sud e Carolina del Nord, furono fatti prigionieri. Tuttavia la collaborazione tra Arbuthnot e Clinton durante l'assedio fu difficile e la loro faida interna perdurò per tutto il 1781, con disastrosi risultati per l'unità dell'alto comando britannico. Le relazioni di Clinton con Cornwallis si deteriorarono anch'esse durante l'assedio, migliorando invece dopo la resa degli americani e la partenza di Clinton alla volta di New York.
Da New York, egli preparò la campagna verso sud, e la sua corrispondenza con Cornwallis nella guerra mostrò un interesse notevole per l'esercito del sud. Ad ogni modo, dal momento che la campagna procedeva, Clinton si allontanò sempre più dai suoi subordinati. Quando la campagna era sul punto di concludersi, la corrispondenza divenne sempre più frequente. Una delle principali cause di questo malcontento generale fu la corrispondenza che George Germain con Cornwallis che convinse il giovane ufficiale ad iniziare a disobbedire gli ordini del suo superiore ed a considerarsi un comandante indipendente.
Nel 1782, i combattimenti nel teatro di guerra del Nord America si conclusero con la resa di Cornwallis a Yorktown, Clinton venne rimpiazzato come Comandante in Capo da sir Guy Carleton, ed egli fece ritorno in Inghilterra.

### Gli ultimi anni
Nel 1783, Clinton pubblicò una Narrazione della Campagna del 1781 in Nord America nella quale tentò di giustificare il fallimento delle campagne del 1781 incolpandone il generale Cornwallis. Clinton riprese inoltre il suo seggio in parlamento, prestandovi servizio sino al 1784.
Poco si sa su quanto sir Henry fece dal 1784 sino alla sua rielezione al parlamento nel 1790 per la costituente di Launceston, già retta da suo cugino il duca di Newcastle. Tre anni più tardi, nell'ottobre del 1793, Clinton venne promosso al rango di generale. Nel luglio successivo venne nominato Governatore di Gibilterra, ma morì a Portland Place prima di assumere ufficialmente l'incarico.